# 클릭 유어 하트
《클릭유어하트》(Click Your Heart)는 2016년 3월 17일, MBC every1에서 방영된 드라마이다. 3월 18일, 네이버TV에서도 공개되었다.
가상의 교육 기관인 '네오즈고등학교'를 배경으로 하였다.

## 등장인물

### 네오즈고 학생
- 민아
- 주호
- 찬희
- 로운
- 다원
- 휘영
- 태양
- 영빈
- 인성
- 재윤
- 김설현 : 네오즈고의 여신 역
- 신지민 : 네오즈여고 짝꿍 역
- AOA 크림 : 로운의 사생팬 역
- SF9

### 네오즈고 교사
- 이철민 : 네오즈고 교장 선생님 역
- 이도연 : 네오즈고 국어 선생님(담임 선생님) 역
- 조재윤 : 네오즈고 역사 선생님 역
- 이국주 : 네오즈고 보건 선생님 역
- 박진주 : 네오즈고 수학 선생님 역
- 이정신 : 네오즈여고 담임 선생님 역

### 그외 인물
- 성혁 : 네오즈고 야구부 코치 역
- 문세윤 : 버스기사 역